# 구평초등학교 (경북)
구평초등학교는 대한민국 경상북도 구미시에 있는 공립 초등학교이다.

## 학교 연혁
- 1949.10.20 칠곡군 구평공립국민학교 개교(설립인가 8월 20일)
- 1950.06.01 구평국민학교로 개칭
- 1955.03.14 제1회 졸업
- 1978.02.15 행정구역 변경으로 구미시 편입
- 1991.01.10 2층 1개 교실 증축
- 1994.12.31 급식소 준공
- 1997.03.01 구평초등학교로 교명 변경
- 2012.10.10 국기게양대 옥상 설치
- 2012.10.16 화장실 증축, 엘리베이터 완공
- 2013.02.15 제59회 졸업(12명 졸업, 총 1,492명)
- 2013.03.01 8학급 편성(남 68명, 여 64명, 계 132명)
- 2013.05.15 교사 외부 도색
- 2013.09.01 제27대 김경훈 교장 부임
- 2014.02.14 제60회 졸업(5명 졸업, 총 1,497명)
- 2014.03.01 9학급 편성(남87명, 여91명, 계 178명)
- 2015.03.01 제28대 소양자 교장 부임
- 2015.03.01 11학급 편성(남120명, 여118명, 계 238명)

## 참고 자료
- 구평초등학교 - 한국교육학술정보원 학교알리미